# Minnesota (Film)
Minnesota (Originaltitel: Feeling Minnesota) ist ein US-amerikanischer Kinofilm aus dem Jahre 1996. Der Titel entstand aus dem Soundgarden-Song Outshined („I'm looking California, and feeling Minnesota“).

## Handlung
Um alte Schulden bei dem Nachtclub-Besitzer Red zu begleichen, wird die ehemalige Stripperin Freddie gezwungen, Reds Freund und Angestellten, den Kleinganoven Sam zu heiraten. Als sie sich auf der Hochzeitsfeier in Sams jüngeren Bruder Jjaks verliebt, brennt sie mit diesem durch. Sam, der das Verschwinden seiner Frau natürlich schnell merkt, holt sich Rat bei Red. Dieser hat jedoch noch eine Rechnung mit Sam offen, da Red (berechtigt) Sam in Verdacht hat, Geld von ihm gestohlen zu haben.
Freddie, die von Sams Geld weiß, bittet Jjaks, noch einmal in Sams Haus zu gehen, um das Geld zu holen. Sam hat das Geld mittlerweile jedoch in ein Haus in der Nähe von Las Vegas für sich und seine Frau investiert, da er weiß, dass es Freddies Traum ist, einmal in Las Vegas zu wohnen und zu arbeiten. Jjaks wird indessen von seinem Bruder entdeckt, welcher Red und die Polizei alarmiert. Es kommt zu einem Kampf zwischen den beiden Brüdern, in dessen Verlauf Sam ein Stück von Jjaks Ohr abbeißt.
Jjaks fährt in das Motel, in welchem er mit Freddie abgestiegen ist und wird von seinem Bruder verfolgt. Nach einem Streit mit Jjaks trifft sich Freddie daraufhin mit ihrem Ehemann Sam, der sie nun in seine Hauspläne einweiht. Da er erkennt, dass sie ihr Interesse jedoch nur vorspielt, erschießt er sie in seinem Auto und bringt sie in ihr Motelzimmer.
Als Jjaks am nächsten Morgen aufwacht, findet er Freddie blutüberströmt und vermeintlich tot auf und denkt, dass er sie erschossen habe, da er sich an nichts mehr erinnern kann. Er verscharrt sie daraufhin in einem nahegelegenen Waldstück, wobei er wieder von seinem Bruder beobachtet wird. Dieser schwärzt Jjaks daraufhin bei der Polizei an und er, Jjaks und die Polizisten fahren zu dem Ort, doch die Leiche von Freddie ist verschwunden. Freddie, die nur verletzt und nicht, wie angenommen, tot war, geht zu den Motelbesitzern und überredet diese, Sam zu erpressen, der Hilfe bei Red sucht.
Durch Zufall entdeckt Jjaks, dass seine Liebe Freddie bei den Motelbesitzern ist und kann kaum glauben, dass sie noch lebt.
Später wird Sam von einem Polizisten umgebracht und Jjaks wird verhaftet, da der Polizist behauptet, Jjaks habe seinen Bruder getötet. Freddie, die Jjaks nicht verzeihen kann, dass er sie verscharrt hat, verlässt ihn, macht jedoch eine Aussage bei der Polizei, belastet den Polizisten und entlastet Jjaks.
Freddie geht daraufhin nach Las Vegas, um ihren Traum zu verwirklichen. In einem Brief teilt sie Jjaks mit, dass sie ihn nie mehr wieder sehen will. Einige Monate später wird Jjaks von einem Prediger mit nach Las Vegas genommen und wartet nach ihrem Auftritt auf Freddie. Die beiden fallen sich in die Arme und Freddie fragt ihn, warum er sich nur soviel Zeit gelassen habe.

## Entstehungsgeschichte
Feeling Minnesota ist das Regiedebüt des Kanadiers Steven Baigelman, der zuvor als Schauspieler und Maler arbeitete und in das Drehbuch eigene Erfahrungen aus seiner Jugend einfließen ließ. Baigelman reichte sein Drehbuch bei verschiedenen Produzenten ein, bevor Stacey Sher, eine Mitarbeiterin der Produktionsfirma Jersey Films, ihn überredete, auch die Regie zu übernehmen und ihn von Jersey Films produzieren zu lassen.
Gedreht wurde der Film an Originalschauplätzen in Minneapolis und Saint Paul im US-Bundesstaat Minnesota.

## Kritiken
James Berardinelli bezeichnete den Film auf ReelViews als „originell“. Er lobte die Darstellungen von Keanu Reeves und Cameron Diaz.
Das Lexikon des internationalen Films schrieb: „Versuch eines "neo-noir-Krimis", der nicht nur an der miserablen Konstruktion seines Plots scheitert, sondern auch daran, daß er seine Figuren bloß als menschliche Staffage nutzt.“